# Университет Блеза Паскаля
Университет Блеза Паскаля (фр. Université Blaise-Pascal, также Университет Клермон-Ферран 2) — высшее учебное заведение Франции, действовавшее с 1976 по 2016 год. В результате его объединения с Университетом Оверни (Клермон-Ферран 1) 11 января 2017 г. был образован Университет Клермон-Оверни.

## История
Реформа 1969 года привела к серьезным политическим разногласиям. В 1976 году произошло разделение объединённого университета Клермон-Феррана на два отдельных учреждения: Университет Клермон-Ферран 2 включал программу обучения гуманитарным наукам, точным наукам, естественным наукам и технологии, Университет Клермон-Ферран 1 сохранил за собой обучение праву, экономике, медицине и Технологический институт.
В 1987 году три действовавших в университете совета — учёный совет, административный совет и студенческий совет — на совместном заседании определили, чьё имя будет носить университет. 44 голоса были отданы за то, чтобы назвать университет в честь учёного из Клермон-Феррана Блеза Паскаля; 28 голосов — за Тейяра де Шардена, ещё шесть — за актёра Фернана Рейно.
После разделения университетов взаимодействие между ними практически отсутствовало, но со временем положение улучшилось. В течение 2000-х годов между двумя учреждениями произошло существенное сближение (совместное проведение нескольких обучающих курсов и разработка общего четырёхлетнего плана). В мае 2008 г. был создан исследовательский и образовательный кластер (фр. pôle de recherche et d'enseignement supérieur) Клермонского университета для координации работы Университета Оверни, Университета Блеза Паскаля, Национальной школы сельскохозяйственных работ Клермон-Феррана, Национальной школы химии Клермон-Феррана и Французского института передовой механики.
С 2007 по 2009 г. при университете был построен Мультимедийный языковой центр на территории кампуса Карно. В этом центре находятся отдел по изучению иностранных языков, служба по делам иностранных студентов и центр дистанционного образования .
При слиянии Университета Оверни и Университета Блеза Паскаля в 2017 г. был создан Университет Клермон-Оверни.

### Руководство
- Пьер Кабанес (1977—1982)
- Жак Фонтен (1982—1987)
- Кристиан Бутен (1987—1992)
- Жан-Марк Монтей (1992—1997)
- Жак Фонтен (1997—2002)
- Альбер Одуар (25 июня 2002 г. — 10 июля 2006 г.)[2]
- Надин Лавиньот (10 июля 2006 г. — 22 марта 2012 г.)[3]
- Матиа Бернар (22 марта 2012 г. — 31 декабря 2016 г.)[4]

## Подразделения
Университет включает в себя :
- Пять учебно-исследовательских подразделений :
  - Прикладная лингвистика, Коммерция и Коммуникация. Кампус Карно,
  - Языки и Гуманитарные науки. Кампус Герговия,
  - Психология, Социальные науки и Образование. Кампус Карно,
  - Наука и Технологии. Кампус Сезо,
  - Физическая культура и Спорт. Кампус Сезо;
- Три института и инженерные школы :
  - Высший институт инженерии и информатики,
  - Высшая школа преподавания Клермон-Овернь,
  - Политехнический институт Клермон-Феррана ;
- Технологический институт Монлюсона ;

## Кампусы

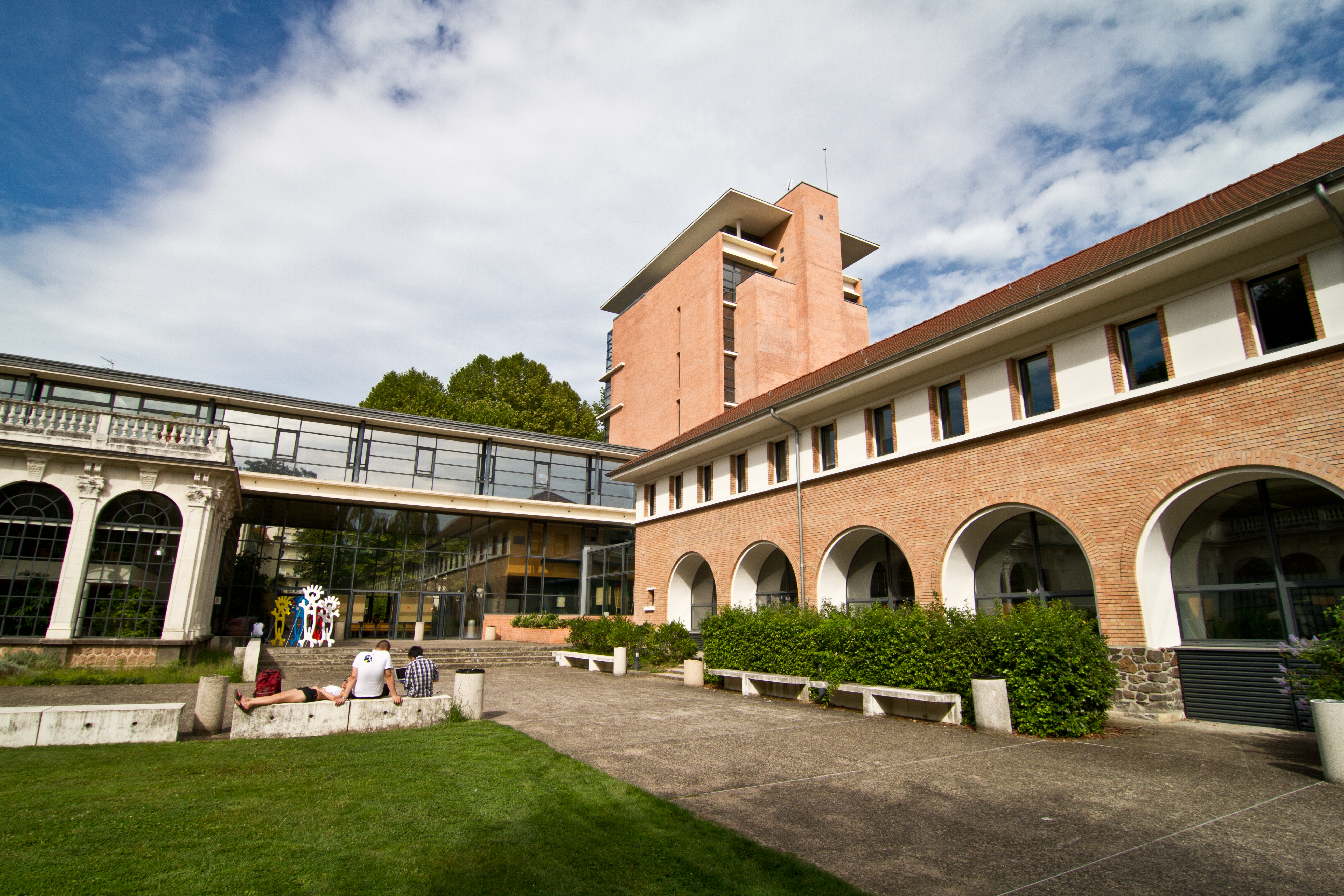
Ларди Виши

Университет включает в себя несколько кампусов:
- Кампус Карно, штаб-квартира университета;
- языковой мультимедийный центр;
- Курсы по направлениям: мультимедиа, международная торговля и менеджмент в центре Ларди в Виши;
- Герговия;
- кампус Сезо в Обьере;
- Национальная Педагогическая школа Оверни в Шамальере.

## Пресса Университета Блез-Паскаль
Средства массовой информации Университета Блез-Паскаль были созданы в 1999 году. В настоящее время они находятся под управлением Дома гуманитарных наук .
СМИ предназначены главным образом для публикации исследовательских работ, осуществляемой группами и исследовательскими центрами Факультета языков и гуманитарных наук Университета Блез-Паскаль (Клермон-II). Также они могут быть включены в различные коллекции и публикации, предложенные командами или исследователями за пределами Университета Блез-Паскаль .
Соответственно при помощи прессы осуществляется миссия по развитию культуры, передаче знаний и результатов исследований. Статья 7 закона от 26 января 1984 дает это право университетам.

## Обучение и исследование

### Исследование
Опубликованные или неопубликованные научные статьи и диссертации, поступающие из лабораторий Университета Клермон-Ферран-II доступны на HAL . : сайт общедоступных архивов CNRS .